# Tlatempan
Tlatempan är en ort i Mexiko.   Den ligger i kommunen Apetatitlán de Antonio Carvajal och delstaten Tlaxcala, i den sydöstra delen av landet, 100 km öster om huvudstaden Mexico City. Tlatempan ligger 2 275 meter över havet och antalet invånare är 2 837.
Terrängen runt Tlatempan är kuperad norrut, men söderut är den platt. Tlatempan ligger nere i en dal. Runt Tlatempan är det mycket tätbefolkat, med 1 463 invånare per kvadratkilometer. Närmaste större samhälle är Tlaxcala de Xicohtencatl, 1,4 km söder om Tlatempan. Trakten runt Tlatempan består till största delen av jordbruksmark.